# Soletellina tumens
Soletellina tumens is een tweekleppigensoort uit de familie van de Psammobiidae. De wetenschappelijke naam van de soort is voor het eerst geldig gepubliceerd in 1857 door Reeve.